# Фратте-Роза
Фратте-Роза (італ. Fratte Rosa) — муніципалітет в Італії, у регіоні Марке,  провінція Пезаро і Урбіно.
Фратте-Роза розташоване на відстані близько 200 км на північ від Рима, 50 км на захід від Анкони, 32 км на південь від Пезаро, 24 км на південний схід від Урбіно.
Населення — 977 осіб (2014).

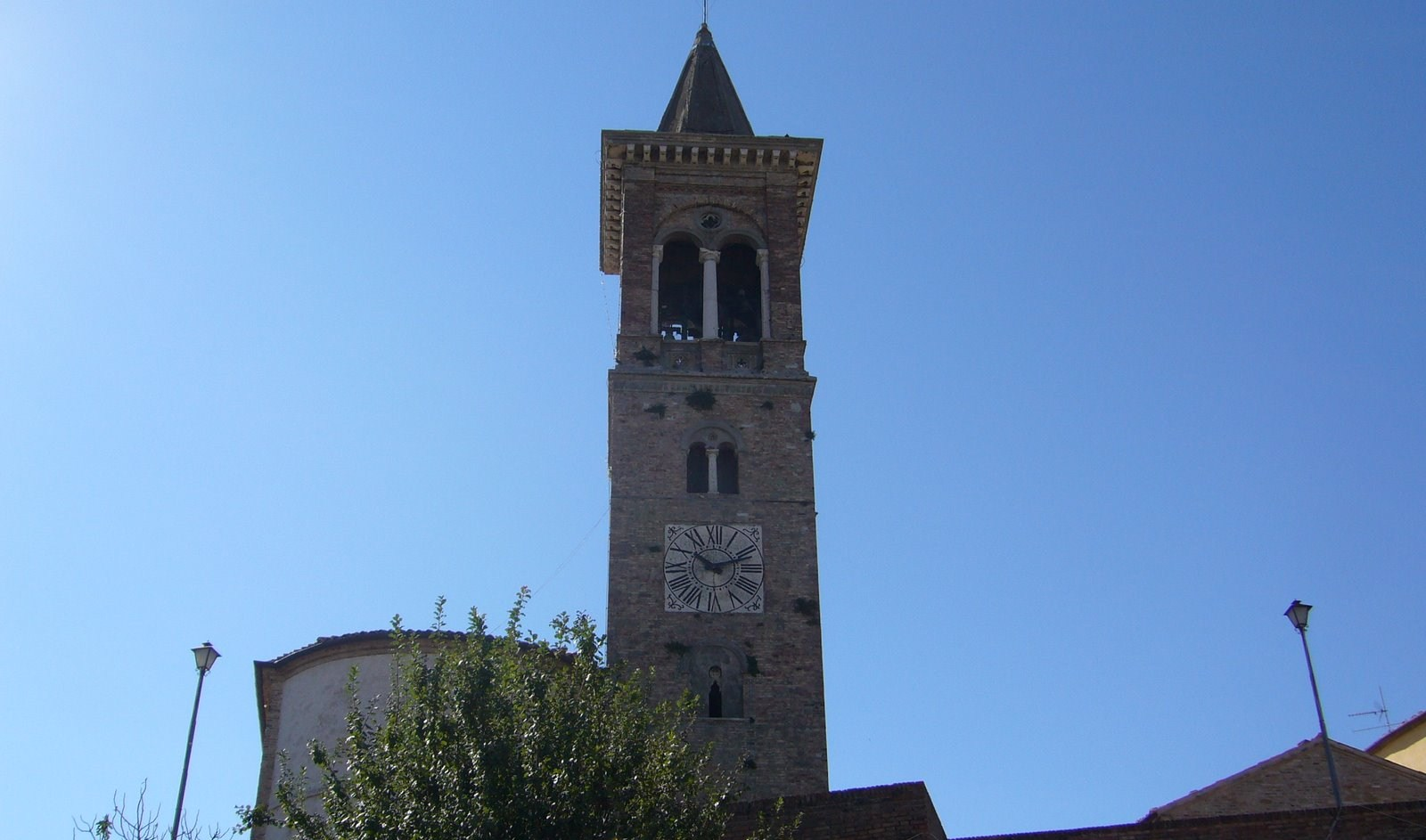

Щорічний фестиваль відбувається 29 вересня. Покровитель — святий Архангел Михаїл.

## Демографія
Населення за роками:

Станом на 1 січня 2023 року в муніципалітеті офіційно проживало 76 іноземців з 19 країн, серед них 31 громадянин країн Євросоюзу та 2 громадяни України.

## Сусідні муніципалітети
- Баркі
- Фоссомброне
- Мондавіо
- Пергола
- Сан-Лоренцо-ін-Кампо
- Сант'Іпполіто